# Armadilloniscus conglobator
Armadilloniscus conglobator är en kräftdjursart som beskrevs av Stefano Taiti och Franco Ferrara 1989. Armadilloniscus conglobator ingår i släktet Armadilloniscus och familjen Detonidae. Inga underarter finns listade i Catalogue of Life.